# Charlotte Brontë

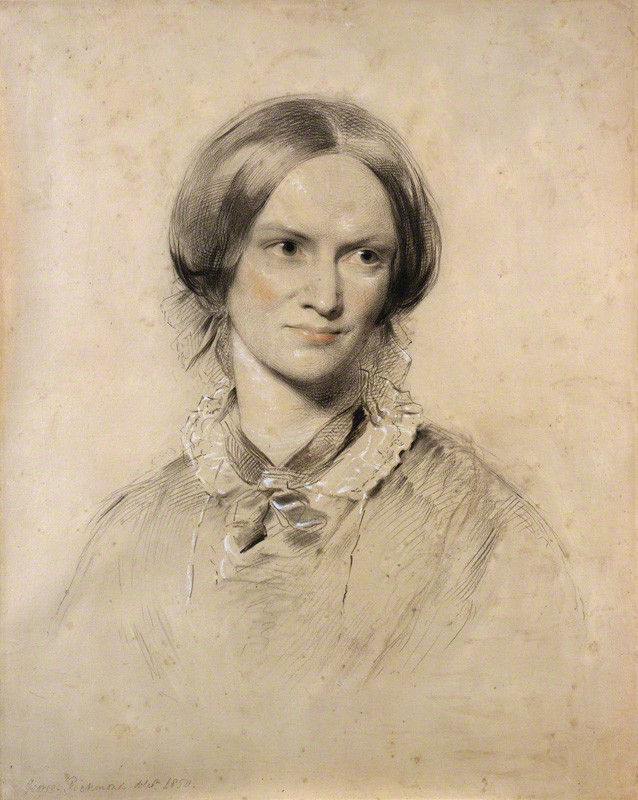
Porträt von George Richmond, 1850

Charlotte Brontë (meist [ˈʃɑːlət ˈbrɒnteɪ], eigene Aussprache [ˈbrɒnti:]; * 21. April 1816 in Thornton, Yorkshire; † 31. März 1855 in Haworth, Yorkshire) war eine englische Schriftstellerin. Sie veröffentlichte ihre Romane unter dem Pseudonym Currer Bell.

## Leben
Charlotte Brontë wurde als drittes Kind des irischen Pfarrers Patrick Brontë und seiner Frau Maria, geb. Branwell, geboren. Ihre beiden älteren Schwestern verstarben im Kindesalter an Tuberkulose. Gemeinsam mit ihren drei jüngeren Geschwistern Patrick Branwell, Emily Jane und Anne begann sie schon als Kind zu schreiben. Als Teil des Phantasiereichs von Glass Town/Angria verfasste sie z. B. mit ihrem Bruder handschriftlich 15 Ausgaben des Young Men’s Magazine (als Vorbild diente ihnen Blackwood’s Magazine). Aus dieser Zeit stammen auch handschriftlich verfasste Erzählungen, die auf kleinen, engbeschriebenen Blättern von ca. 12 cm Höhe verfasst wurden. Wegen ihrer Winzigkeit sind diese Handschriften heute sehr begehrt, 2012 wurden einige für 690.000 £ versteigert. Schon damals benutzte die Autorin verschiedene männliche Pseudonyme. Die Kinder wurden zu Hause unterrichtet. Nur kurze Schulaufenthalte in Cowan Bridge (Lancashire), einem Internat für Pfarrerstöchter, und Roe Head (bei Mirfield), wo sie in 18 Monaten als Klassenbeste einen Schulabschluss erreichte, trennten sie von ihren Geschwistern. Während ihrer Schulzeit traf sie Ellen Nussey und Mary Taylor, mit denen sie ihr Leben lang enge Freundschaften unterhalten sollte. Einige Biographen vermuten eine über eine Freundschaft hinausgehende lesbische Beziehung zwischen Ellen und Charlotte, als erste E. F. Benson im Jahr 1932. Lucasta Miller weist in The Brontë Myth darauf hin, dass sich diese Spekulationen ausschließlich auf die Interpretation einiger Passagen aus Brontës Briefen stützen.
In Roe Head trat Charlotte Brontë 1835 eine Stelle als Lehrerin an. 1839 und 1841 arbeitete sie als Gouvernante. In der Absicht, in Haworth eine eigene Schule zu eröffnen, reiste sie 1842 zusammen mit ihrer Schwester Emily nach Brüssel, um dort im Pensionnat de Demoiselles der Madame Heger ihre Französischkenntnisse zu verbessern. Ihre unerwiderte Liebe zu Monsieur Heger wurde Thema ihres Romans The Professor, der aber erst postum veröffentlicht wurde.
1844 kehrte Brontë zurück nach Haworth. Das Schulprojekt musste mangels Schülern aufgegeben werden. Zusammen mit ihren Schwestern gab sie unter den (männlichen) Pseudonymen Ellis (Emily), Acton (Anne) und Currer (Charlotte) Bell einen Gedichtband heraus, der sich als Ladenhüter erwies. Auch Brontës erster Roman The Professor fand zu ihren Lebzeiten keinen Verleger. Der literarische Durchbruch kam mit dem Roman Jane Eyre (1847), ebenfalls unter dem Pseudonym Currer Bell veröffentlicht. Die Zeitgenossen vermuteten zuerst einen männlichen Autor. Als sie ihre Identität preisgab, wurde sie in die Londoner literarischen Kreise eingeführt und genoss eine kurze Zeit des Ruhms. Ihre Bücher erschienen dennoch weiterhin unter ihrem Pseudonym.
1854 heiratete Charlotte Brontë Arthur Bell Nicholls (1819–1906), den Hilfspfarrer ihres Vaters. Am Karsamstag 1855 starb sie – laut Totenschein an Phthisis d. h. Auszehrung – vermutlich in Folge von unstillbarem Erbrechen in der Schwangerschaft (Hyperemesis gravidarum).
Charlotte Brontës letztes Manuskript mit dem Titel Emma blieb unvollendet und erschien 1860 postum als Fragment.

## Nachleben
- Nur zwei Jahre nach Charlotte Brontës Tod erschien 1857 ihre erste Biographie The Life of Charlotte Brontë, verfasst von ihrer Freundin Elizabeth Gaskell. Charlotte Brontë war eine der ersten Frauen, die eine postume Ehrung durch eine Monographie über ihr Leben erhielten.
- Im Tafelservice berühmter Frauen von Vanessa Bell und Duncan Grant von 1934 ist ihr ein Teller gewidmet.
- In Curtis Bernhardts Film Devotion (1946) wird Charlotte von Olivia de Havilland gespielt. In André Techinés Film Die Schwestern Brontë (Les Sœurs Brontë, 1979) spielt Marie-France Pisier die Rolle der Charlotte.

## Werke
- Poems by Currer, Ellis, and Acton Bell. Aylott & Jones, London, 1846. (Gemeinsamer Gedichtband der Brontë-Schwestern)
- Jane Eyre. An Autobiography. A novel, Smith & Elder, London, 1847. Erste deutsche Übersetzung: Johanna Eyre. Eine Autobiographie. Roman, Duncker und Humblot, Berlin 1848. (Übersetzung: Ernst Susemihl), auch: Jane Eyre, die Waise von Lowood. Nach dem Englischen der Curver Bell. Roman, deutsche Übersetzung 1851 online: Band 1, Band 2, später u. a. als Jane Eyre. Eine Autobiographie. Roman. Übersetzung Helmut Kossodo, Insel 1987, ISBN 978-3-458-32513-0.

- Shirley. Smith & Elder, London, 1849. Erste deutsche Übersetzung: Shirley. Berlin, 1849 (anonym); danach 1851: Übs. Dr. Christian Friedrich Grieb.
- Villette. Smith & Elder, London, 1853. Erste deutsche Übersetzung: Villette. Berlin, 1853. (Übersetzung: Diezmann), Übersetzung Dr. Christian Friedrich Grieb: Band 1, Band 2
- The Professor. Smith & Elder, London, 1857 (postum). Erste deutsche Übersetzung: Der Professor. Stuttgart, Franckh’sche Verlagshandlung, 1858 (Anonyme Übersetzung). deutsche Übersetzung Dr. Büchele, 1858
- The Professor and Emma. A Fragment. Smith & Elder, London, 1860
- Life and Works of Charlotte Brontë and her Sisters. 7 Bände, Band 1, Band 2, Band 5,Band 6

Adaptionen
- Charlotte Brontë: Jane Eyre. Hörspiel. Bearbeitung und Regie: Christiane Ohaus, Übersetzer: Gottfried Röckelein, Mitwirkende: Sascha Icks, Christian Redl, Sylvester Groth, Witta Pohl, Dietrich Mattausch, Angelika Thomas, Katharina Burowa, Uta Hallant, u. a. 235 Minuten, SR/DLR/NDR/RB 2005.